# Doris Uhlich

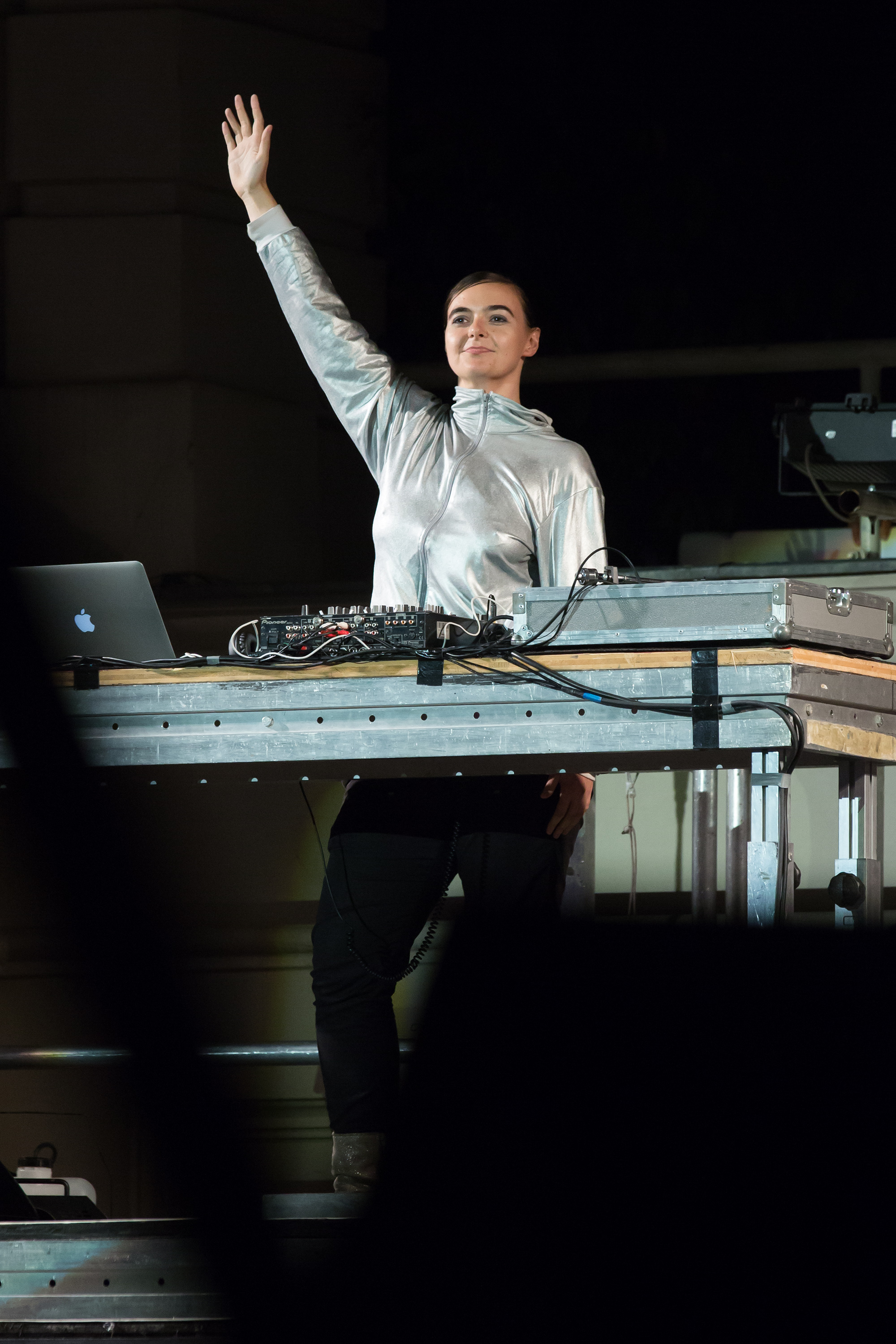
Doris Uhlich, Eröffnung von ImPulsTanz 2015

Doris Uhlich (* 1977 in Vöcklabruck, Oberösterreich) ist eine international tätige österreichische Choreografin, Performerin und Tanzpädagogin.

## Biografie
Doris Uhlich studierte „Pädagogik für zeitgenössischen Tanz“ am Konservatorium der Stadt Wien, war Spielerin im theatercombinat von 2002 bis 2009 und seit 2006 entwickelt sie eigene künstlerische Projekte.
Sie arbeitet mit Menschen mit unterschiedlichen Biografien und körperlichen Einschreibungen, ihre Performances setzen sich häufig mit Schönheitsidealen und Körpernormen auseinander. Als junge Choreografin begann sie mit älteren Menschen zu arbeiten, um die Beziehung Fragilität und Robustheit im älter werdenden Körper zu beleuchten. Im Anschluss befragte sie das klassische Ballett auf seine Übersetzbarkeit in zeitgenössische Kontexte hin.

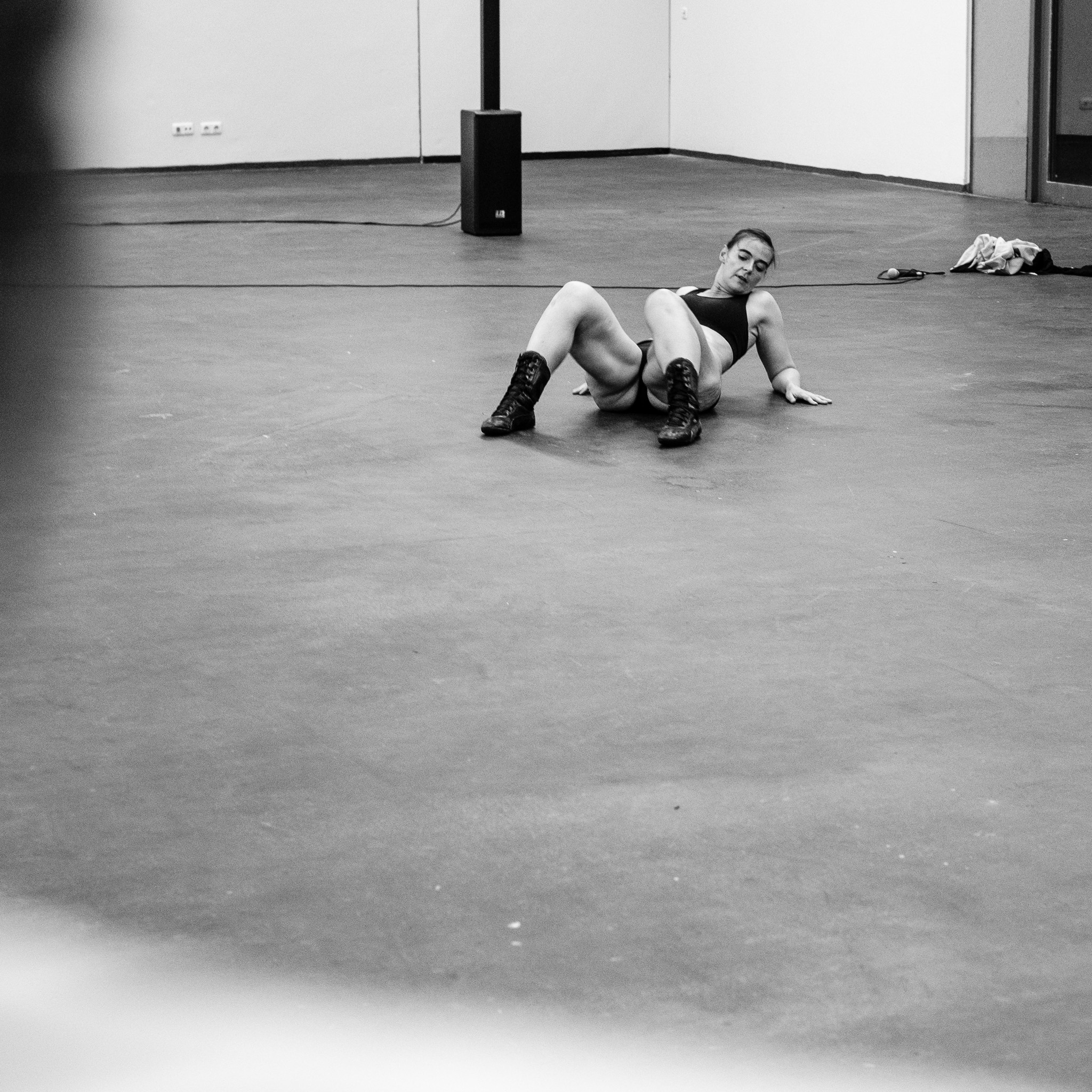
Doris Uhlich während ihrer Performance bei den Perspektiven // Attersee 2019

Seit 2013 beschäftigt sich Doris Uhlich in ihren Arbeiten zudem mit der Darstellung von Nacktheit jenseits von Ideologie und einfacher Erotisierung, untersucht auf vielschichtige Weise die Beziehung zwischen Mensch und Maschine und setzt sich mit der Zukunft des menschlichen Körpers im Zeitalter seiner chirurgischen und genetischen Perfektionierung auseinander.
Für ihre Serie Habitat gründet sie temporär große Ensembles und bespielt unterschiedliche Räume, z. B. die Dominikanerkirche in Krems, die Fassade der Wiener Secession und die ehemalige Winterreithalle der k.u.k. Monarchie (Halle E im  MuseumsQuartier Wien).

## Werke

### Performances
- 2006: insert.eins / eskapade
- 2007: 00331452553201
- 2007: und
- 2007: Impatiens walleriana
- 2008: SPITZE
- 2009: Loggia
- 2009: Glanz
- 2009: Johannen
- 2009: mehr als genug
- 2009: Rising Swan
- 2011: Uhlich
- 2011: Sneak Preview
- 2012: Come Back
- 2013: more than naked
- 2014: Universal Dancer
- 2016: Boom Bodies
- 2016: more than naked
- 2016: Ravemachine
- 2017: Habitat / Dominikanerkirche Krems
- 2017: Habitat / Wiener Secession
- 2018: Every Body Electric
- 2019: TANK
- 2019: Unkraut
- 2019: Habitat / Halle E
- 2020: stuck
- 2020: Habitat / Halle E (pandemic version)
- 2020: Habitat / München (pandemic version)
- 2020: Habitat / Frankfurt (pandemic version)
- 2021: Gootopia
- 2023: more than naked – 10th anniversary
- 2024: Pudertanz[1], Bad Ischl, anlässlich der Eröffnung der Kulturhauptstadt Europas Bad Ischl Salzkammergut 2024
- 2024: Tanzperformance zur Finissage der Ai-Weiwei-Ausstellung in Bad Ischl[2]

### Filme
- 2007: sackl du printemps

## Auszeichnungen
- 2008 Erwähnung als „bemerkenswerte Nachwuchs-Choreografin“ im Jahrbuch von ballet-tanz[3]
- 2008 Tanzpreis des Bundesministerium für Unterricht, Kunst und Kultur für Spitze[4]
- 2011 Nennung zur „Tänzerin des Jahres“ in der Zeitschrift tanz
- 2013 „award outstanding artist“ im Bereich darstellende Kunst des Bundesministeriums für Unterricht, Kunst und Kultur
- 2015 Nennung zur „Tänzerin des Jahres“ in der Zeitschrift tanz
- 2017 Nestroypreis für Ravemachine in der Kategorie Spezialpreis[5]
- 2018 Nennung zur „Choreografin des Jahres“ in der Zeitschrift tanz
- 2019 Nennung zur „Choreografin des Jahres“ in der Zeitschrift tanz
- 2019 Publikumspreis für Every Body Electric im Our Stage Festival am Staatsschauspiel Dresden[6]
- 2019 Einladung zur Biennale Venedig[7] und Sao Paulo[8] mit Every Body Electric
- 2024 Österreichischer Kunstpreis für Darstellende Kunst[9]
- 2024 Österreichischer Musiktheaterpreis 2024: Auszeichnung in der Kategorie Beste Gesamtproduktion Tanz für Sonne am Festspielhaus St. Pölten[10]